# Bronwenia cinerascens
Bronwenia cinerascens är en tvåhjärtbladig växtart som först beskrevs av George Bentham, och fick sitt nu gällande namn av W.R.Anderson och C.Davis. Bronwenia cinerascens ingår i släktet Bronwenia och familjen Malpighiaceae. Inga underarter finns listade i Catalogue of Life.